# Nóż z Dżebel el-Arak

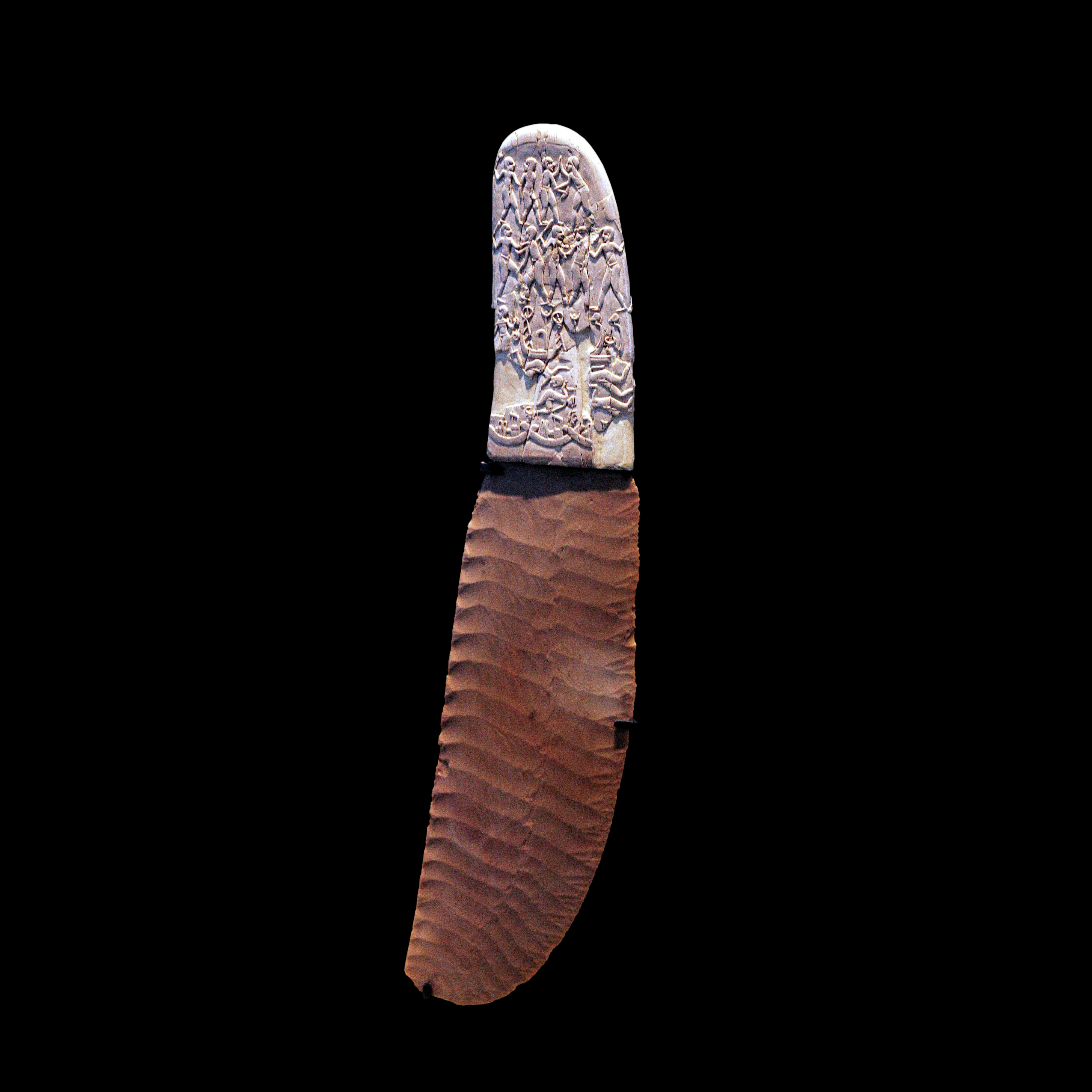
Nóż z Dżebel el-Arak na ekspozycji w Luwrze

Nóż z Dżebel el-Arak – pochodzący z okresu Nagada II starożytny egipski kamienny nóż, znajdujący się w zbiorach Luwru.
Przedmiot ten został zakupiony w 1914 roku w Kairze przez francuskiego egiptologa Georgesa Aarona Bénédite od prywatnego handlarza, zdaniem którego został on odnaleziony we wsi Dżebel el-Arak koło Nadż Hammadi w Górnym Egipcie. Składa się z krzemiennego ostrza o długości 18,8 cm i wykonanej z kości słoniowej (dokładniej z kła hipopotama) rękojeści o długości 9,5 cm, ozdobionej obustronnie reliefami ze scenami figuralnymi. Na stronie z guzem widać mężczyznę w spódniczce, stojącego między zwróconymi naprzeciw siebie lwami; poniżej umieszczono schematyczne sceny łowów. Na stronie drugiej rękojeści przedstawiono dziewięć walczących ze sobą postaci ludzkich, pod którymi znajdują się dwa rzędy łodzi i pływające w wodzie ciała wrogów. W dekoracji rękojeści noża niektórzy badacze dopatrują się wpływów mezopotamskich, na co wskazywać miałby m.in. strój przedstawionego na niej mężczyzny.
Reliefy na rękojeści dowodzą wysokiego poziomu sztuki okresu predynastycznego. Są także świadectwem kunsztu artysty, który na niewielkiej przestrzeni zdołał zmieścić wiele znakomicie wykonanych elementów.